# آباء وأبناء
آباء وأبناء (بالإنجليزية: Fathers and Sons)‏ قصة قصيرة من تأليف الكاتب الأمريكي إرنست همنغواي. نُشِرت القصة في عام 1933 مُضمَّنة في مجموعة همنغواي القصصية «الفائز لا يأخذ شيئاً»، ثُمَّ نُشِرت مرة أخرى في بعد وفاة همنغواي في «الطابور الخامس وأربعة قصص عن الحرب الأهلية الإسبانية» و«قصص نيك آدامز». الشخصية الرئيسية في القصة هو نيك آدامز، الشخصية المتكرِّرة في أعمال همنغوي التي بُنِيت على شخصيته الحقيقية. تناقش القصة مواضيع عدة كالأبوة وعلاقة بين الآباء والأبناء، والعلاقة بين الأجيال، والمُثل العليا والقدوات، وبلوغ نيك وعودته إلى منزله. تُعتبر القصة من كلاسيكيات همينغواي، ويظهر فيها أسلوبه المميز المُسمَّى «الجبل الجليدي».
في القصة نيك آدامز يقود السيارة عائداً إلى منزله من رحلة صيد مع ابنه، معظم أجزاء القصة تحكي ذكريات نيك مع والده، ورحلات الصيد التي قاما بها، وذكرياته مع حبيبته ترودي جيلبري، وهي فتاة من المخيمات الهندية. يقاطع ذكريات نيك ابنه الذي يسأله ما إذا كان بإمكانه الحصول على بندقية، ويسأله عن شعوره عندما كان يعيش مع الهنود، فيخبره نيك أنَّه بإمكانه العيش مع الهنود إن كانت هذه إرداته، كما يخبره أنَّه سيحصل على بندقيته عندما يبلغ الثانية عشر. لا يصدِّق الابن أن جده كان أفضل من أبيه في الرماية، ولكن نيك يخبره أنه كان دوماً يشعر بخيبة أمل عندما يشاهد نيك يصطاد. يشعر الابن بالندم لأنَّه لم يكن قادراً على زيارة قبر جده مع والده، ويشعر بالقلق عندما يفكِّر أنَّه ربما لن يكون قادراً على زيارة قبر أبيه في المستقبل بعد وفاته، فيخبره نيك أنَّه سيتحتمُّ عليه زيارة قبر جده قريباً.